# Budyak (Ucrania)
Budyak (en ucraniano: Буджак) es un pueblo ucraniano perteneciente al óblast de Odesa. Situado en el suroeste del país, es parte del raión de Bolgrado y del municipio (hromada) homónimo.

## Toponimia
Hasta 2024, el nombre del asentamiento fue Borodinó (en ucraniano: Бородіно; en ruso: Бородино; en búlgaro: Бородино; en rumano: Bărădin; en alemán: Borodino).

## Geografía
Borodinó se encuentra en la margen izquierda del río Saka, afluente del río Kogilnik, a 7 km de Tarútine y 108 km al oeste de Odesa.

## Historia
El lugar se encontraba en el territorio del principado de Moldavia, que fue un estado vasallo del Imperio otomano. Con el tratado de Bucarest de 1812, junto al resto de Budyak, al Imperio ruso. En un manifiesto de 1813, el zar Alejandro I convocó a los colonos alemanes a colonizar las estepas recién conquistadas en la gobernación de Nueva Rusia. En 1814, emigrantes alemanes fundaron aquí Borodinó.
Los emigrantes que se instalaron aquí en 1814 fueron 100 familias alemanas. Entre 1815 y 1816 el asentamiento llevó el nombre de Alexander, en honor al zar, pero desde 1817 llevó el nombre de Leipzig, en honor a la batalla de Borodinó contra Napoleón durante la invasión napoleónica de Rusia de 1813 que sucedió cerca de Borodinó. Como en todos los pueblos de emigrantes alemanes, todos los residentes en Leipzig trabajaban en la agricultura. 
La localidad pertenecía al Imperio ruso hasta 1918, pero luego pasó al reino de Rumanía con el final de la Primera Guerra Mundial. 
En 1940 fue tomada por soviéticos como parte de las cláusulas del pacto Ribbentrop-Mólotov. En virtud a este pacto, los alemanes locales fueron trasladados de forma voluntaria a la Alemania nazi, siguiendo la política Heim ins Reich.
El 30 de diciembre de 1962, el raión de Borodinó fue eliminado y pasó a formar parte del raión de Tarútine. Desde 1961, Borodinó tiene el estatus de asentamiento urbano. 
Borodinó fue parte del raión de Tarútine hasta 2020, año en el que se hizo una reforma administrativa que redujo el número de raiónes del óblast de Odesa a siete, y el asentamiento pasó a ser parte del raión de Bolgrado.En 2023, Borodinó perdió el estatus de asentamiento de tipo urbano debido a la eliminación de este estatus administrativo. En 2023, el grupo de trabajo de la Comisión Nacional de Estándares Lingüísticos Estatales incluyó a Borodinó en la lista de asentamientos en Ucrania que pueden renombrarse como parte de las campañas de descomunización y la derusificación en Ucrania. El nombre elegido fue Budyak, en honor a la región histórica de Budyak, aprobado en la Rada Suprema el 19 de septiembre de 2024.

## Demografía
La evolución de la población de Budyak entre 1886 y 2022 fue la siguiente:
| 2903                                                          | 2027 | 2171 | 2346 | 2226 | 1965 | 1826 | 1661 | 1639 | 1584 | 1545 | 1484 |
| (Fuente: Cities & Towns of Ukraine y UKRAINE: Größere Städte) |      |      |      |      |      |      |      |      |      |      |      |

Según el censo de 2001, la lengua materna de la mayoría de los habitantes, el 51,04%, es el ruso; del 20,93%, el ucraniano; del 13,93% es el búlgaro; el rumano del 11,64%; y del gagaúzo, 1,42%.

## Infraestructura

### Transporte
La estación de tren más cercana se encuentra en Bereziné, aproximadamente a 5 kilómetros. El asentamiento está conectado por la carretera T-1644 con Artsiz, donde hay más conexiones con Odesa. Otras carreteras cruzan a Moldavia.